# 連合国及び連合国民の著作権の特例に関する法律
連合国及び連合国民の著作権の特例に関する法律（れんごうこくおよびれんごうこくみんのちょさくけんのとくれいにかんするほうりつ、昭和27年8月8日法律第302号）は、連合国および連合国民の著作権に関し、日本国との平和条約の規定に基く、著作権法の特例による戦時加算に関する日本の法律である。
法令番号は昭和27年法律第302号、1952年（昭和27年）8月8日に公布された。